# Honbasho
Un honbasho (本場所, littéralement « tournoi principal ») est un des six tournois annuels officiels de sumo professionnel.

## Description
Chaque honbasho a lieu tous les deux mois, à partir du deuxième dimanche du mois. Seuls les résultats obtenus durant ces honbasho pourront être pris en compte dans l’établissement du banzuke, classement bimestriel des lutteurs de sumo.
Les six tournois annuels sont :
| Basho        | traduction           | Mois      | Ville   | Lieu                         | Résultats |
| ------------ | -------------------- | --------- | ------- | ---------------------------- | --------- |
| Hatsu basho  | Tournoi du Nouvel An | Janvier   | Tokyo   | Ryōgoku Kokugikan            | 2007      |
| Haru basho   | Tournoi du printemps | Mars      | Osaka   | Gymnase préfectoral d'Ōsaka  | 2007      |
| Natsu basho  | Tournoi d'été        | Mai       | Tokyo   | Ryōgoku Kokugikan            | 2007      |
| Nagoya basho | Tournoi de Nagoya    | Juillet   | Nagoya  | Aichi Prefectural Gymnasium  | 2007      |
| Aki basho    | Tournoi d'automne    | Septembre | Tokyo   | Ryōgoku Kokugikan            | 2007      |
| Kyūshū basho | Tournoi de Kyūshū    | Novembre  | Fukuoka | Fukuoka International Center | 2007      |

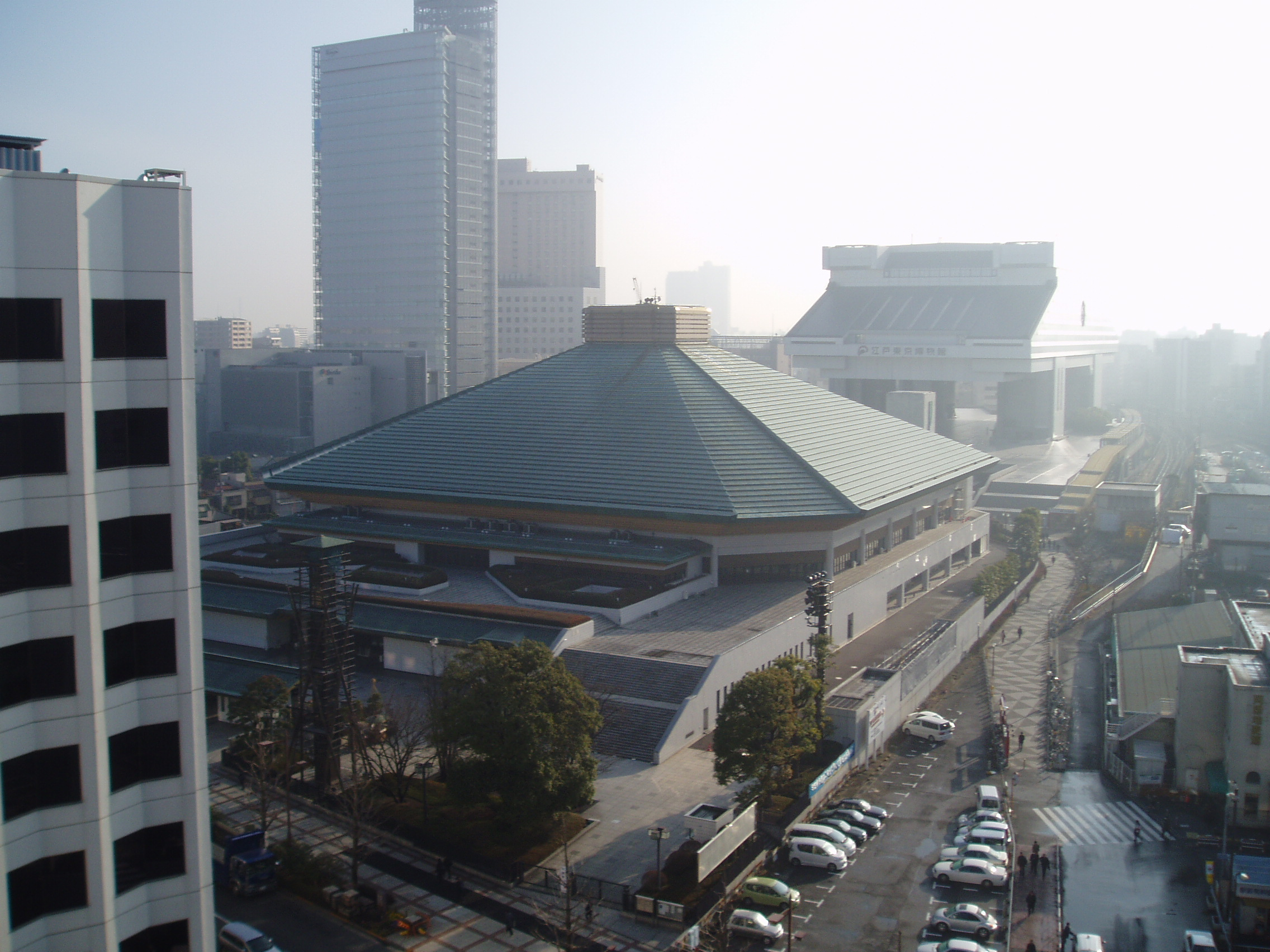
Ryōgoku Kokugikan.
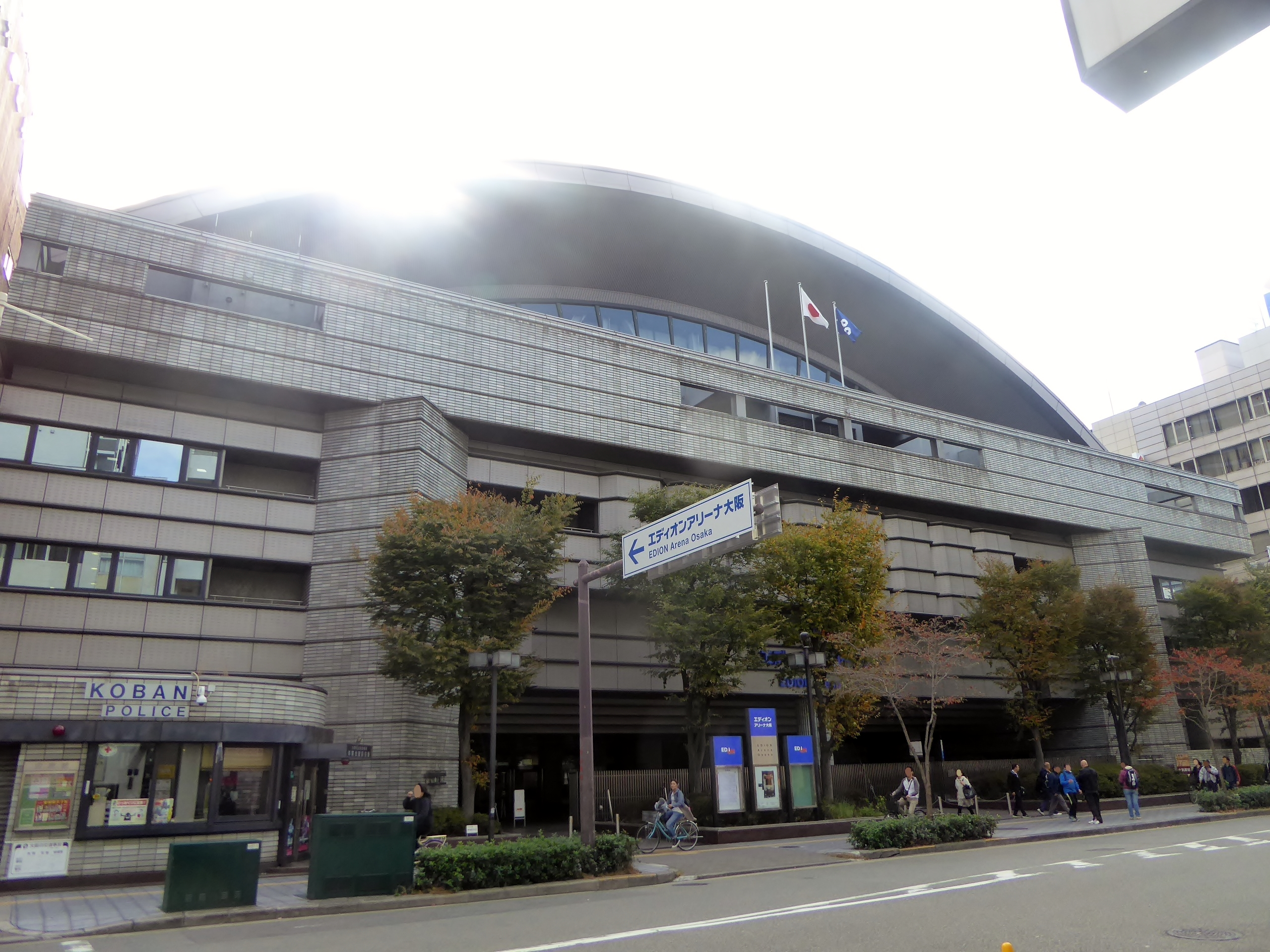
Osaka Prefectural Gymnasium (EDION Arena Osaka).
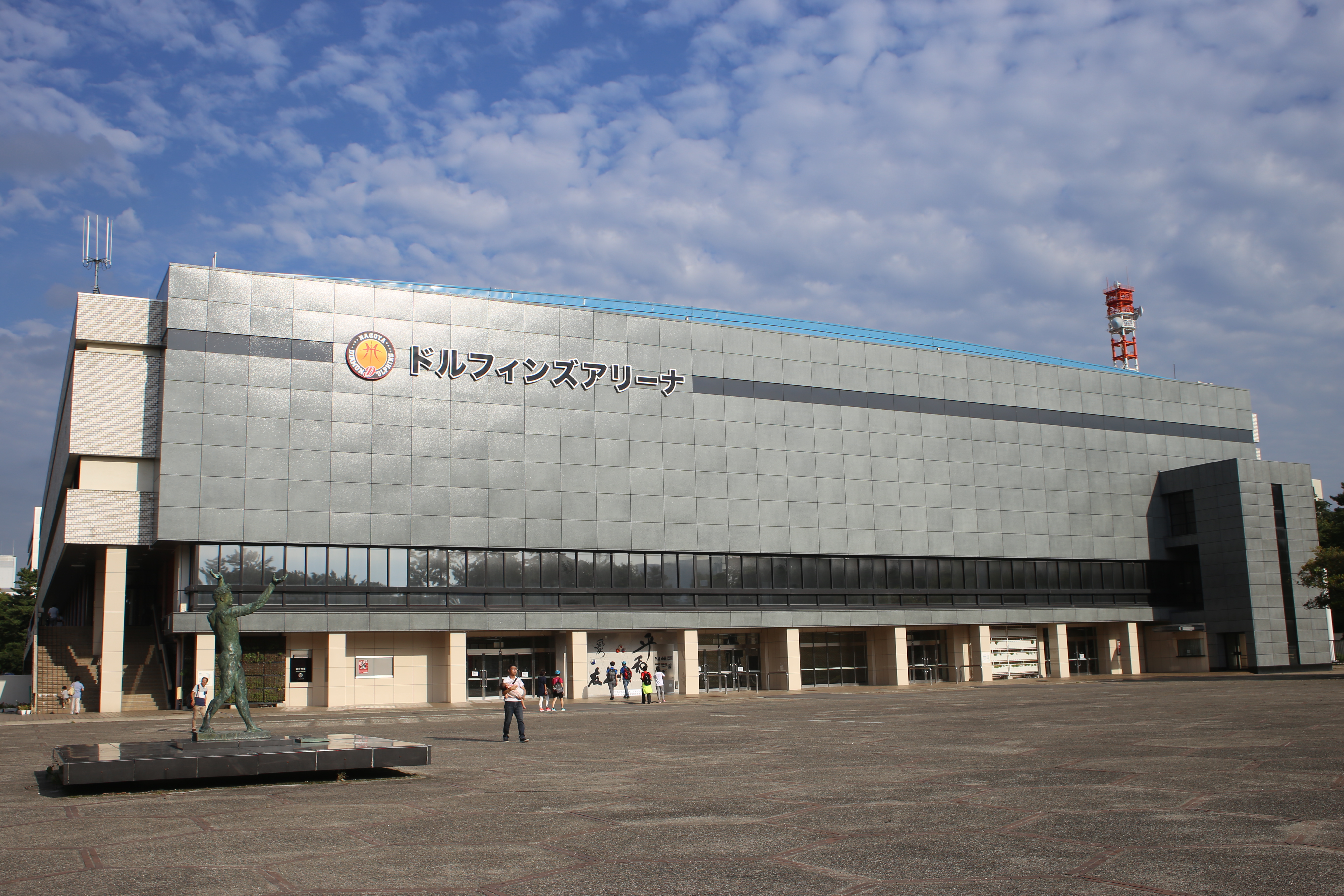
Aichi Prefectural Gymnasium (Dolphins Arena).
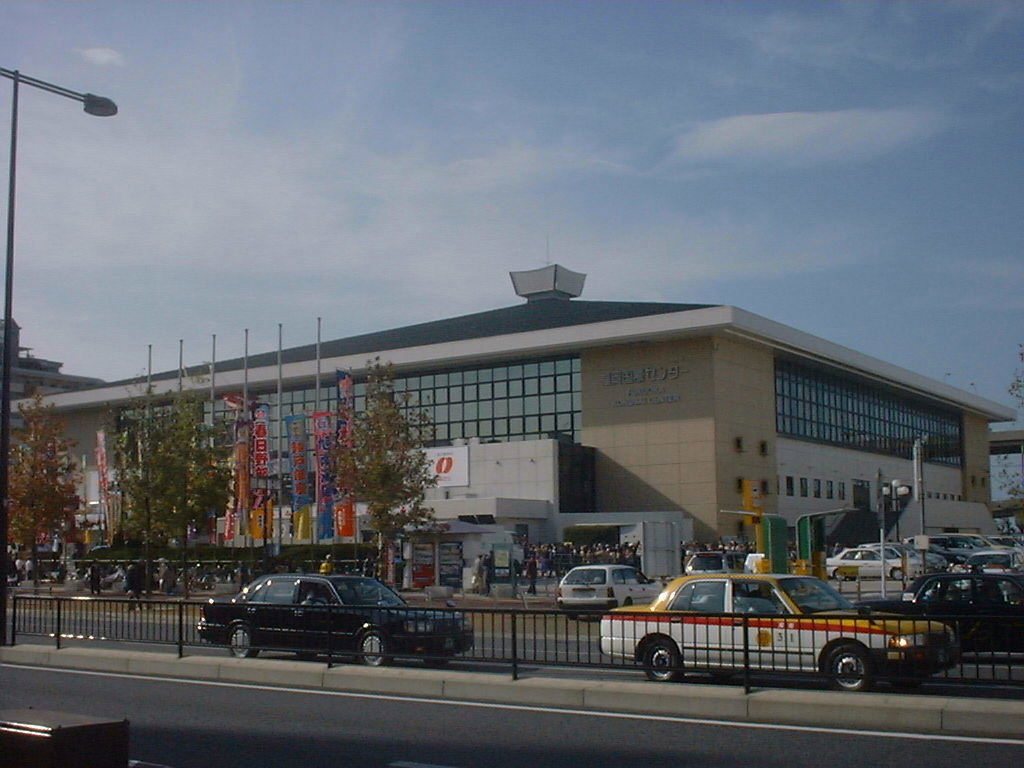
Fukuoka Kokusai Center.

Un honbasho dure 15 jours. Les lutteurs qui sont classés dans les deux divisions supérieures (makuuchi et jūryō) sont appelés sekitori et combattent chacun des 15 jours. Les autres lutteurs (makushita, sandanme, jonidan et jonokuchi) combattent 7 fois par tournoi, soit approximativement une fois tous les deux jours.
Le premier objectif pour la plupart des lutteurs est de finir kachikoshi (avoir une majorité de victoires : 8 pour un sekitori, 4 pour les autres) et d'assurer ainsi la plupart du temps une promotion dans le banzuke suivant. Le lutteur qui termine avec le plus de victoires dans sa division remporte le championnat de division (yūshō). Un ou plusieurs matchs supplémentaires, appelé kettei-sen (決定戦) ont lieu si plusieurs lutteurs finissent avec le même nombre de victoires.
En première division (makuuchi), trois prix spéciaux nommé sanshō (三賞, « trois prix ») sont accordés aux lutteurs pour une performance marquante au cours du tournoi.
Le terme honbasho est employé pour distinguer les tournois officiels des tournois d’exhibition. Ces tournois d'exhibition sont dotés mais le résultat d’un lutteur n'a aucun effet sur son rang. Ce type de sumo est appelé hana-sumo (litt. « sumo-fleur »).

## Histoire
Le sumo se professionnalise à partir de l'ère Edo et apparaissent les tournois officiels. Jusqu'en 1926, les lutteurs avaient la possibilité de faire deux tournois de 10 jours par an, soit à Tokyo, soit à Osaka et Kyoto en fonction de leur organisation. Les deux organisations fusionnent en 1927 et les rikishis ont l'occasion de participer à quatre tournois. C'est à partir de 1958, que les honbashos prennent leurs formes actuels : 6 tournois par an de 15 jours chacun.
Un scandale provoque l'annulation du tournoi de mars 2011 à Osaka, une première depuis 1946.
En 2020, la crise du coronavirus provoque l'annulation du tournoi de mai, et le déplacement du tournoi de juillet de Nagoya à Tokyo.